# Jewheniwka (rejon pokrowski)
Jewheniwka (ukr. Євгенівка) – wieś na Ukrainie, w obwodzie donieckim, w rejonie pokrowskim, w hromadzie Hrodiwka. W 2001 liczyła 106 mieszkańców.4 lipca 2024 Rosjanie wkroczyli do wsi.15 lipca zajęli wschodnią Jewheniwkę.22 lipca 2024 Rosjanie zajęli miejscowość.